# Pic Blanc d'Estaubé
Pour les articles homonymes, voir Estaubé.
Le pic Blanc d'Estaubé (en espagnol pico la Capilla) est un sommet des Pyrénées, situé sur la frontière franco-espagnole entre les Hautes-Pyrénées, en région Occitanie, et la province de Huesca dans la communauté d'Aragon, qui culmine à 2 828 mètres d'altitude dans le massif du Mont-Perdu.

## Géographie
Il est situé entre le département des Hautes-Pyrénées en pays Toy en partie sud de la vallée d'Estaubé sur la commune de Gavarnie-Gèdre et la vallée de Bielsa en Espagne.

### Topographie
Il est situé au nord-est du port Neuf de Pinède, au sud du pic de la Canau et à l'extrémité est du cirque d'Estaubé.

### Hydrographie
Le sommet délimite la ligne de partage des eaux entre le bassin de la Garonne côté nord, qui se déverse dans l'Atlantique, et le bassin de l'Èbre, qui coule vers la Méditerranée côté sud.

## Voies d'accès
Côté français, au départ de Gèdre et Héas, par le barrage des Gloriettes au fond du cirque d'Estaubé, à la cabane d'Estaubé prendre le sentier vers la cascade du Pla d'Ailhet. Côté espagnol via le GR 11 depuis le refuge de la Larri. 

## Protection environnementale
Le pic est situé dans le parc national des Pyrénées et fait partie d'une zone naturelle protégée, classée ZNIEFF de type 1 : « cirques d'Estaubé, de Gavarnie et de Troumouse » et de type 2 : « haute vallée du gave de Pau : vallées de Gèdre et Gavarnie ».